# Lasiomma divergens
Lasiomma divergens är en tvåvingeart som beskrevs av Fan och Zhang 1982. Lasiomma divergens ingår i släktet Lasiomma och familjen blomsterflugor. Inga underarter finns listade i Catalogue of Life.